# Cases Computer Simulations

Cases Computer Simulations (conhecida como C.C.S.) foi uma companhia de software especializada em jogos de estratégia e de guerra para o ZX Spectrum, que foram portados para o BBC Micro e Acorn Electron.
Ficaram conhecidos por produzir uma sucessão de jogos de alta qualidade.[carece de fontes?] Muito de seus lançamentos seguintes foram escritos por R T Smith & Ken Wright e receberam excelentes críticas na metade e final dos 1980's. Eles eram baseados em Langton Way, 14, Londres. SE3 7TL.

## Lançamentos notáveis
- Airline[7]
- Smuggler[8]
- Plunder[9]
- Abyss[10]
- Battle 1917[11]
- Corn Cropper[12]
- Dallas[13]
- Gangsters![14]
- Byte[15]
- Auto Chef[16]
- Print Shop[17]
- British Lowland[18]
- Camelot[19]
- Arnhem[20]
- Desert Rats[21]
- Vulcan[22]
- Napoleon at War[23]
- Stalingrad[24]
- Crete 1941[25]
- Battle of the Bulge[26]
- Avalanche[27]
- Overlord[28]